# Erik Ivar Fredholm
Erik Ivar Fredholm (Stoccolma, 7 aprile 1866 – Stoccolma, 17 agosto 1927) è stato un matematico svedese, conosciuto per i suoi lavori sulle equazioni integrali e nella teoria degli operatori.